# Marogong
Marogong ist eine philippinische Stadtgemeinde in der Provinz Lanao del Sur. Sie hat 21.319 Einwohner (Zensus 1. August 2015).

## Baranggays
Marogong ist politisch in 24 Baranggays unterteilt:
- Balut
- Bagumbayan
- Bitayan
- Bolawan
- Bonga
- Cabasaran
- Cahera
- Cairantang
- Canibongan
- Diragun
- Mantailoco
- Mapantao
- Marogong East
- Marogong Proper (Pob.)
- Mayaman
- Pabrica
- Paigoay Coda
- Pasayanan
- Piangologan
- Puracan
- Romagondong
- Sarang
- Cadayonan
- Calumbog